# 1948 en Alberta
Chronologie de l'Alberta
- 1944
- 1945
- 1946
- 1947
- 1948
- 1949
- 1950
- 1951
- 1952

Cette page concerne des événements qui se sont produits durant l'année 1948 dans la province canadienne de l'Alberta.

## Politique
- Premier ministre : Ernest Manning du Crédit social
- Chef de l'Opposition : John Percy Page
- Lieutenant-gouverneur : John Campbell Bowen
- Législature :

## Événements
- Mise en service du Low Level Bridge, pont ferroviaire métallique de 211 mètres de longueur franchissant la North Saskatchewan River à Edmonton[1]. Il vient doubler le pont construit en 1900[2].
- 17 juillet : érection du Diocèse de Saint-Paul en Alberta.

- 17 août : élection générale albertaine.

## Naissances
- 6 janvier : le Métropolite Hilarion (né Igor Alekseïevitch Kapral, Игорь Алексеевич Капрал, à Spirit River), est le sixième et actuel Primat de l'Église orthodoxe russe hors-frontières (depuis le 18 mai 2008).

- 13 juin : Garnet Edward Bailey, dit Ace Bailey, (né à Lloydminster - mort le 11 septembre 2001 à Lower Manhattan (New York), État de New York), joueur de hockey sur glace professionnel. Il fut tué lors des Attentats du 11 septembre 2001 contre le World Trade Center.
- 28 juin : Daniel M. Wegner, né à Calgary et mort le 5 juillet 2013[3] à Winchester (Massachusetts), psychosociologue américain. Il est professeur à l'université Harvard et membre de l'Association américaine pour l'avancement des sciences.

- 28 septembre : Barry Paul Gibbs (né à Lloydminster), joueur de hockey sur glace professionnel retraité qui évolua dans la Ligue nationale de hockey de 1967 à 1980.

- 30 décembre : Rick Casson (né à Calgary) est un homme politique canadien